# Aeroporto Internazionale di Navegantes
L'aeroporto Internazionale di Navegantes-Ministro Victor Konder (in portoghese ) è un aeroporto brasiliano situato a Navegantes, nello stato di Santa Catarina. Serve l'intera regione della valle dell'Itajaí. È stato intitolato al ministro dei Trasporti del governo di Washington Luís, Víctor Konder.
È un'infrastruttura fondamentale per lo sviluppo economico e turistico di Santa Catarina, dal momento che serve località con una forte presenza industriale e turistica, come Blumenau, Itajaí, Brusque, Rio do Sul, Balneário Camboriú e Itapema. 

## Storia
L'aeroporto è stato inaugurato il 12 marzo 1970.
Precedentemente gestito da Infraero, il 7 aprile 2021 CCR si è aggiudicata una concessione trentennale per la gestione dell'aeroporto.